# Mayi he daxiang
Mayi he da xiang (xinès simplificat: 蚂蚁和大象, pinyin: Mǎyǐ hé dà xiàng, literalment 'la formiga i l'elefant') és un curtmetratge d'animació xinés dirigit per Fan Madi i produït per Shanghai Meishu Dianying Zhipianchang el 1987.
Adaptació d'un conte tradicional, la pel·lícula està ambientada en la selva i representa diversos animals antropomòrfics.